# Lijst van burgemeesters van Ammerzoden
Dit is een lijst van burgemeesters van de voormalige Nederlandse gemeente Ammerzoden in de provincie Gelderland. Op 1 januari 1999 is deze gemeente opgegaan in de gemeente Maasdriel.
| Ambtsperiode                       | Naam burgemeester | Partij of stroming | Bijzonderheden |
| ---------------------------------- | --- | ------------------ | --- |
| 1590, 1593, 1594                   | Matthijs Hendriksz. Valkenburg (en) L. Valkenburgh, The Valkenburg Families Pedigree Ammerzoden, Gelderland (10 augustus 2021). Gearchiveerd op 20 september 2021. Geraadpleegd op 6 september 2021. |                    | |
| 1811 – 1849                        | H. van Dieden |                    | |
| 1850 – 1863                        | K. Hoeflake |                    | In dezelfde periode tevens burgemeester van Hedel en Kerkwijk                                                                                         |
| 1863 – 1900                        | Julius Philip August Uitenhage de Mist |                    | In de voorafgaande periode burgemeester van Heerewaarden en in dezelfde periode tevens burgemeester van Hedel en Kerkwijk                             |
| 1900 – 1919                        | M.K. Hoogen |                    | |
| 1919 – 1924                        | W.Th. (Willem) de Leeuw |                    | Voormalig gemeentesecretaris van Ammerzoden. |
| 16 mei 1924 – 1930                 | A.J. Herckenrath |                    | Aansluitend burgemeester van Bemmel |
| 7 januari 1931 – 31 oktober 1938   | H.A.B. (Harrie) de Leeuw |                    | Aansluitend burgemeester van Didam |
| 1 februari 1939 – 11 oktober 1944  | A.A.J. van Erp |                    | Voordien burgemeester van Dreumel. Ontslagen door de Commissaris-Generaal voor bestuur en justitie. Dhr. van Erp vernam dit besluit pas na de oorlog. |
| januari 1945 – april 1945          | J. (Jan) Boll | NSB                | Waarnemend. In dezelfde periode tevens burgemeester van Zaltbommel en waarnemend burgemeester van Hedel, Hurwenen, Kerkwijk, Maasdriel en Rossum      |
| 5 mei 1945 – 31 december 1960      | A.A.J. van Erp |                    | |
| 21 januari 1961 – 28 november 1966 | mr. A.F.C.L. Kievits | KVP                | Aansluitend burgemeester van Zundert |
| 1967 – 15 augustus 1973            | drs. G.C.P.M. (Gerardus Cornelis Petrus Maria) Verdegaal | KVP                | In een deel van dezelfde periode tevens waarnemend burgemeester van Hedel. Aansluitend Burgemeester van Tubbergen                                     |
| 1 juni 1974 – 30 september 1980    | mr. H.T.M. (Haye) Galama | KVP / CDA          | Aansluitend tot 1 januari 2001 burgemeester van Elst                                                                                                  |
| 1981 – 1987                        | jhr. mr. R.F.R.M. (Reinder) van Rijckevorsel | CDA                | |
| 16 januari 1988 – 1990             | mr. H.P.J. (Harrie) van Weegen |                    | Waarnemend. Voorheen burgemeester van Veghel |
| 1990 – 1998                        | J.C.M. (Jan) Pommer | CDA                | Later burgemeester van Maasdriel |